# Institut Tshakapesh
L'Institut Tshakapesh est un organisme rassemblant sept communautés innues de la Côte-Nord et de la Basse-Côte-Nord au Québec ayant pour rôle de préserver la langue, la culture et l'éducation innues basé à Uashat au Canada. Il a été créé en 1978 par le Conseil atikamekw montagnais (CAM) sous le nom d'Institut éducatif culturel atikamekw montagnais (IECAM). En 1989, lors de la dissolution du CAM, la Première Nation des Atikamekw se retire de l'organisme et celui-ci devient alors l'Institut culturel & éducatif montagnais (ICEM). Il adopta son nom actuel en 2010. Le nom « Tshakapesh » est le personnage créateur du monde selon le mythe de la création des Innus.

## Mandat
La mission de l'Institut Tshakapesh est de prodiguer des services dans les domaines de la langue, de la culture et de l'éducation aux sept communautés membres.
En fait, les actions de l'Institut Tshakapesh portent sur quatre secteurs stratégiques : la culture, la langue innue, l'éducation et l'adaptation scolaire.

## Communautés membres
L'Institut Tshakapesh comprend sept communautés innues de la Côte-Nord au Québec :
- Essipit
- Uashat mak Mani-utenam
- Ekuanitshit
- Nutashkuani
- Unaman-shipu
- Pakut-shipu
- Matimekush-Lac John

Ensemble, ces communautés comprennent plus de 17 000 membres.